# Torrent d'en Roig
El torrent d'en Roig és un torrent de Santanyí (Mallorca). S'origina a prop de la costa, a la marina de Santanyí en la confluència dels torrents de na Garró i d'en Bonjesús. Després d'uns 2,5 km de recorregut desemboca a la platja de s'Amarador formant un petit aiguamoll, és per aquest motiu que també se'l coneix en el seu tram final com a torrent de s'Amarador. Bona part de la seva conca forma part del Parc Natural de Montdragó. Té un curs força encaixat entre parets i meandriforme. El nom del torrent prové de la terra roja, sòl de color terrós abundant a la vall i que sol donar color les aigües del torrent quan hi ha revingudes. El torrent donava nom a la desapareguda possessió del Rafal Roig.
L'aiguamoll situat a la seva desembocadura, conegut com s'Amarador és una bassa permanent salabrosa separada del mar per una barra dunar. Té una forma allargada, seguint el meandre del torrent. L'aiguamoll és rodejat per vegetació de canyís, prats salins i matollars halòfils. Hi són comuns unes vuit espècies d'aucells hivernants com la polla d'aigua (Gallinula chloropus), l'ànec coll verd (Anas platyrhynchos), l'anedó (Anas crecca), terrola (Alcedo atthis), el gallet de riu (Rallus aquaticus), el tiruril·lo camanegre (Charadrius alexandrinus) o la cuereta torrentera (Motacilla cinerea).